# لورنس عربستان (فیلم)
لورنس عربستان (انگلیسی: Lawrence of Arabia) فیلمی بریتانیایی در ژانر درام تاریخی حماسی به کارگردانی دیوید لین است که در ۱۹۶۲ به نمایش درآمد. فیلم‌نامهٔ این فیلم را رابرت بولت و مایکل ویلسون بر اساس هفت رکن حکمت نوشتهٔ توماس ادوارد لورنس به رشتهٔ تحریر درآورده‌اند. الک گینس، آنتونی کوئین، جک هاوکینز، خوزه فرر، آنتونی کوایلی، کلود رینس، آرتور کندی، عمر شریف و پیتر اوتول از بازیگران فیلم هستند. لورنس عربستان محصول بریتانیا است که از طریق آمریکا توزیع شده و تجربیات لورنس در ولایت‌های حجاز و سوریه در امپراتوری عثمانی در طول جنگ جهانی اول و به‌ویژه حملات به عقبه و دمشق و همچنین مشارکت او در شورای ملی عرب را به تصویر می‌کشد.
لورنس عربستان نامزد دریافت ده جایزهٔ اسکار شد و توانست هفت جایزه از قبیل  بهترین فیلم و بهترین کارگردانی را کسب کند. همچنین برندهٔ جایزهٔ گلدن گلوب بهترین فیلم درام و جایزهٔ بفتای بهترین فیلم شد. موسیقی دراماتیک موریس ژار و فیلم‌برداری فردی یانگ در این فیلم مورد تحسین منتقدان قرار گرفت. این فیلم یکی از برترین فیلم‌های تاریخ محسوب می‌شود. کتابخانهٔ کنگرهٔ ایالات متحده در سال ۱۹۹۱ آن را برای نگه‌داری در فهرست ملی ثبت فیلم برگزید. انستیتوی فیلم آمریکا در ۱۹۹۸ آن را در جایگاه پنجم فهرست ۱۰۰ سال… ۱۰۰ فیلم به انتخاب بفا از برترین فیلم‌های آمریکایی قرار داد و در ۲۰۰۷ آن را در جایگاه هفتم قرار داد. در ۱۹۹۹ انستیتوی فیلم بریتانیا این فیلم را سومین فیلم برتر بریتانیا در تاریخ نام‌گذاری کرد. در سال ۲۰۰۴ در نظرسنجی ساندی تلگراف از فیلم‌سازان برجستهٔ بریتانیا، به‌عنوان بهترین فیلم بریتانیایی تاریخ انتخاب شد.

## خلاصهٔ داستان

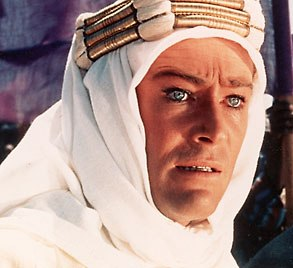
پیتر اوتول در لورنس عربستان

تی.ئی. لارنس، افسر دون پایهٔ ارتش بریتانیا که اطلاعات زیادی راجع به سیاست و فرهنگ کشورهای خاورمیانه دارد، استخدام می‌شود تا ببیند در باب ساماندهی قبایل پراکندهٔ عرب چه کار می‌تواند انجام دهد. در این مرحله از جنگ جهانی اول، بریتانیایی‌ها به کمک و شراکت اعراب در جنگ علیه ترک‌ها، که متحد آلمان‌ها هستند، نیاز دارند. لارنس به اتفاق دوست جدیدش شریف علی، بندر حیاتی عقبه را فتح می‌کند و همچون قهرمانی مورد استقبال قرار می‌گیرد. لارنس حالا آنقدر جسارت پیدا کرده که بخواهد دست به اعمال نامحتمل بزند. ترک‌ها او را به خاطر جاسوسی می‌گیرند و شکنجه می‌دهند. همین تجربه او را به سلحشوری بی رحم و بی ملاحظه تبدیل می‌کند که به خاطر لذت کشتن، می‌کشد. او به گونه‌ای معجزه آسا موفق می‌شود برای فتح دمشق قبایل عرب را گرد آورد ولی کینه‌های کهنه به رویاهایش پایان می‌دهند. لارنس که خود را به خاطر آنچه بدان تبدیل شده خاورمیانه را ترک می‌کند.

## بازیگران
- الک گینس در نقش فیصل یکم
- آنتونی کوئین در نقش عوده ابو تایه
- جک هاوکینز در نقش ادموند آلنبی
- خوزه فرر
- آنتونی کوایلی
- کلود رینس
- آرتور کندی
- عمر شریف
- پیتر اوتول در نقش توماس ادوارد لورنس
- برایان پرینگل
- پی.جی. کاوانا